# Galliner (Boumort)

Galliner, respecte del terme d'Abella de la Conca

Galliner és un indret a cavall dels termes municipals d'Abella de la Conca i de Conca de Dalt (antic terme d'Hortoneda de la Conca), a la comarca del Pallars Jussà.
Està situat al vessant meridional de la Serra de Boumort, a ponent de la Creueta, i a prop i al sud de la Font de les Fonts. És a la capçalera del barranc de Galliner, afluent per la dreta del riu de Carreu a prop de la seva capçalera.